# Kansanshi
Kansanshi es una ciudad situada en la provincia del Noroeste, Zambia. Se encuentra a unos 14 kilómetros al norte de Solwezi, a 15 kilómetros al sur de la frontera con la República Democrática del Congo,  a 1.200 metros sobre el nivel del mar. Tiene una población de 43.571 habitantes, según el censo de 2007.